# Hishimonus nielsoni
Hishimonus nielsoni är en insektsart som beskrevs av Knight 1970. Hishimonus nielsoni ingår i släktet Hishimonus och familjen dvärgstritar. Inga underarter finns listade i Catalogue of Life.